# Stenopterus flavicornis
Stenopterus flavicornis là một loài bọ cánh cứng trong họ Cerambycidae.